# Olegario Farrés
Olegario Farrés Mongelós (ur. 17 sierpnia 1934 w Asunción, zm. 7 marca 2022) – paragwajski strzelec, olimpijczyk. 
Brał udział w Letnich Igrzyskach Olimpijskich 1984 (Los Angeles). Startował tylko w trapie, w którym zajął 67. miejsce, o 1 miejsce wyżej od swego syna Osvaldo.
Uplasował się na 35. miejscu w trapie podczas Igrzysk Panamerykańskich 1995.

## Wyniki olimpijskie
| Igrzyska | Konkurencja | Wynik      | Miejsce | Źródło |
| -------- | ----------- | ---------- | ------- | ------ |
| IO 1984  | Trap        | 144 punkty | 67.     | [ 2 ]  |